# 부산국제매직페스티벌
부산국제매직페스티벌(영어: Busan International Magic Festival, BIMF)은 매년 대한민국 부산광역시에서 열리는 대규모의 마술축제로 2005년에 처음 개최되었다. 국내외 유명 매지션과 아마추어 매지션들이 함께 참여한다.

## 연혁
- 제1회 부산국제매직페스티벌 2005 - 2005년 8월 1일 ~ 7일, 벡스코 1층 전시장
- 제2회 부산국제매직페스티벌 2006 - 2006년 8월 10일 ~ 15일, 벡스코 1층 전시장
- 제3회 부산국제매직페스티벌 2007 - 2007년 8월 2일 ~ 5일, 벡스코 1층 전시장
- 제4회 부산국제매직페스티벌 2008 - 2008년 8월 1일 ~ 4일, 개막식 : 해운대 해수욕장 야외특설무대 / 본행사 : 벡스코 컨벤션홀
- 제5회 부산국제매직페스티벌 2009 - 2009년 8월 6일 ~ 9일, 개막식 : 해운대 해수욕장 야외특설무대 / 본행사 : 부산 KBS홀
- 제6회 부산국제매직페스티벌 2010 - 2010년 8월 5일 ~ 8일, 개막식 : 해운대 해수욕장 야외특설무대 / 본행사 : 벡스코 컨벤션홀
- 제7회 부산국제매직페스티벌 2011 - 2011년 8월 4일 ~ 7일, 개막식 : 해운대 해수욕장 야외특설무대 / 본행사 : 부산문화회관
- 제8회 부산국제매직페스티벌 2012 - 2012년 8월 3일 ~ 6일, 개막식 : 해운대 해수욕장 야외특설무대 / 본행사 : 부산문화회관
- 제9회 부산국제매직페스티벌 2013 - 2013년 8월 8일 ~ 11일, 개막식 : 해운대 해수욕장 야외특설무대 / 본행사 : 부산문화회관
- 제10회 부산국제매직페스티벌 2014 - 2014년 8월 7일 ~ 10일, 개막식 : 해운대 해수욕장 야외특설무대 / 본행사 : 부산문화회관
- 제11회 부산국제매직페스티벌 2015 - 2015년 8월 6일 ~ 9일, 개막식 : 해운대 해수욕장 야외특설무대 / 본행사 : 부산문화회관
- 제12회 부산국제매직페스티벌 2016 - 2016년 8월 5일 ~ 8일, 개막식 : 해운대 해수욕장 야외특설무대 / 본행사 : 부산문화회관
- 제13회 부산국제매직페스티벌 2017 - 2017년 8월 3일 ~ 6일, 개막식 : 해운대 구남로 / 본행사 : 경성대학교 콘서트홀, 예노소극장
- 제14회 부산국제매직페스티벌 2018 - 2018년 6월 29일 ~ 7월 15일, 영화의전당 하늘연극장, BEXCO 컨벤션홀, BEXCO 오디토리움, 해운대 구남로
- 제15회 부산국제매직페스티벌 2019 - 2019년 6월 25일 ~ 30일, 영화의전당 하늘연극장, 롯데프리미엄아울렛 동부산점 야외주차장, 부산 시청자미디어 센터 등
- 제16회 부산국제매직페스티벌 2020 - 2020년 8월 14일 ~ 16일, 해운대 구남로일대, 영화의전당 하늘연극장, 부산시민회관 대극장, 소극장
- 제17회 부산국제매직페스티벌 2021 - 2021년 11월 4일 ~ 7일, 개막식 : 해운대 문화회관

## 부산국제마술대회

### 역대수상자
| 회차 | 연도   | 스테이지 부문 | 클로즈 업 부문 |
| ---- | ------ | ------------- | -------------- |
|      |        |               |                |
| 1    | 2006년 | 안하림        | 류현민         |
| 2    | 2007년 | 한설희        | 오해석         |
| 3    | 2008년 | 요카토        | 김민형         |
| 4    | 2009년 | 이영우        | 김영훈         |
| 5    | 2010년 | 하원근        | 유재석         |
| 6    | 2011년 | 이기석        | 신헝촤이       |
| 7    | 2012년 | 양희준        | 박설하         |
| 8    | 2013년 | 김찬엽        | 홀렛우         |
| 9    | 2014년 | 현철용        | 매직브라더스   |
| 10   | 2015년 | 지혜준        | 도기문         |
| 11   | 2016년 | 장해석        | 최효원         |
| 12   | 2017년 | 이건호        | (미시상)       |
| 13   | 2018년 | (FISM대체)    | (FISM대체)     |
| 14   | 2019년 | 최준형        | 최시언         |
| 15   | 2020년 | (대회 미시행) | (대회 미시행)  |
| 16   | 2021년 | 최예찬        | 한진형         |
| 17   | 2022년 | 박도원        | 오세원         |

## 같이 보기
- 부산광역시의 축제 목록